# 아르트 스헹크
아르트 스헹크(네덜란드어: Adrianus (Ard) Schenk, 1944년 9월 14일~)는 네덜란드의 스피드스케이팅 선수이다. 1960년대 초반부터 국제 대회에 참가했으며, 1964년 동계 올림픽에 출전했으나, 1960년대 후반부터 세계 정상권에 이름을 올렸다. 1968년 동계 올림픽에서 1500m 은메달을 획득했으며, 1972년 일본 삿포로에서 열린 제11회 동계 올림픽 대회에서 눈보라가 몰아치는 날씨 속에서도 1500m, 5000m, 10000m에서 금메달을 획득하며 3관왕에 올랐다. 장거리의 강자로 세계 종합 선수권 대회에서도 1970년~1972년 3회 연속으로 우승했다. 선수 생활동안 세계 신기록을 여러 종목에 걸쳐 18회나 깼으며, 네덜란드에서 가장 위대한 스포츠 선수 중 하나로 알려져 있다.